# Хималайски монал
Хималайският монал (Lophophorus impejanus) е вид птица от род Lophophorus, семейство Фазанови. Птицата се смята за национален символ на Непал, където е наричана Данфе и птица на щата Утаракханд в Индия.
Традиционно хималайският монал е класифициран монотипно, но изследвания са показали, че мъжките хималайски монали от северозападна Индия нямат бяла задница като останалите монали, а оперението на гърдите им е по-зелено, което дава основание да се разглежда възможността за наличието на втори подвид.

## Физическо описание
Птицата е относително голяма на фона на останалите представители на семейство Фазанови. Дълга е около 70 cm, теглото на мъжките и женските варира съответно в диапазоните 1980 - 2380 g и 1800 - 2150 g. Възрастните мъжки имат дълъг гребен и по цялото тяло имат разноцветно оперение, докато оперението на женските е еднообразно, в горната част на торса в тъмно кафяво до черно. Гребенът при мъжките е дълъг и металически зелен, перата на гърба и от двете страни на врата им е в различни нюанси на медночервеното, долната част на тялото им е в отчетливо бяло, което се вижда при полет (отличителна черта, която липсва у индивидите в северозападна Индия). Перата на опашката на мъжкия са равномерно червеникави, като потъмняват към краищата, докато перата в основата на опашката на женската са бели с черни и червеникави ивици. Женските имат ярко бяло петно на гушката и бяла ивица на опашката. През първата си година, още незрели, мъжките наподобяват външно на женските, но са по-големи на размери и с по-слабо отличително оперение.

## Географско разпространение и местообитания
Хималайският монал се отличава сред другите фазани по изпъчената си стойка, ярко оперение и мястото му в местни фолклор на хората, живеещи в териториите на неговото местообитание. Естественият му географски ареал се простира от източен Афганистан, Хималаите, включително региона Кашмир в северен Пакистан, някои части от Индия, Непал, южен Тибет и Бутан. Има съобщения за срещания на вида и в Мианмар.
Обитава топлите дъбово-борови гори, с открити тревисти склонове, скали и ливади от алпийски тип на 2400 – 4500 m надморска височина, с по-висока концентрация в пояса на надморска височина от 2700 – 3700 m. Зимно време моналите мигрират в по-ниски местности на надморска височина до най-малко 2000 m, но проявяват поносимост към снега и са наблюдавани монали, ровещи в снега в търсене на корени, грудки и други части на растения, както и безгръбначни животни. Наблюдавани на двойки по време на размножителния сезон (април — август), те формират големи ята и така прекарват зимата. Популацията от този вид в по-голямата част от местообитанието му е застрашена поради бракониерство и антропогенни фактори. В изследване от 2011 година е показано, че популацията им намалява в резултат на смущения от страна на хората (проект за водноелектрически централи) Мъжкият монал е бил особено чест обект на ловуване поради яркото си оперение, използвано за украса на шапки от хималайските мъже до 1982 година, когато по закон ловът на този вид е забранен в Непал.

### В Пакистан
Хималайски монали в Пакистан са откривани на надморска височина от около 2150 до 3650 метра в Хималаите.
В региона този вид фазан не се смята за застрашен вид и лесно може да бъде забелязан. На някои места популацията му е толкова гъста, че може да достигне до пет двойки на квадратна миля. Основните заплахи пред вида са свързани с лова заради оперението на мъжките, но случаите са редки в сравнение със съседните Индия и Непал.